# Alsace (metrostation)
Alsace is een metrostation aan lijn 2 van de metro van Rijsel, gelegen in de Franse stad Roubaix. Het metrostation ligt in de wijk Fresnoy Mackellerie - Armentières. Het werd op 18 augustus 1999 geopend en is vernoemd naar de Rue d'Alsace, waaronder het metrostation zich bevindt. Het ontwerp komt van de architect José Oca. Het cultureel centrum Le Fresnoy bevindt zich in de buurt.
Saint-Philibert · Bourg · Maison des Enfants · Mitterie · Pont Supérieur · Lomme - Lambersart · Canteleu · Bois Blancs · Port de Lille · Cormontaigne · Montebello · Porte des Postes · Porte d'Arras · Porte de Douai · Porte de Valenciennes · Lille Grand Palais · Mairie de Lille · Gare Lille-Flandres · Gare Lille-Europe · Saint-Maurice Pellevoisin · Mons Sarts · Mairie de Mons · Fort de Mons · Les Prés - Edgard-Pisani · Jean-Jaurès · Wasquehal - Pavé de Lille · Wasquehal - Hôtel de ville · Croix - Centre · Mairie de Croix · Épeule - Montesquieu · Roubaix - Charles-de-Gaulle · Eurotéléport · Roubaix - Grand-Place · Gare - Jean-Lebas · Alsace · Mercure · Carliers · Gare de Tourcoing · Tourcoing - Centre · Colbert · Phalempins · Pont de Neuville · Bourgogne · CH Dron